# 마가렛 패로우
마가렛 앤 패로우(Margaret Ann Farrow, 1934년 11월 28일 ~ 2022년 3월 8일)은 미국의 정치인으로 제42대 위스콘신주 부지사이다.

## 경력
- 1987.01 ~ 1989.07 제88·89대 위스콘신주 제99선거구 하원의원
- 1989.07 ~ 2001.05 제89·90·91·92·93·94·95대 위스콘신주 제33선거구 상원의원
- 2001.05 ~ 2003.01 제42대 위스콘신 부지사
- 2013.06 ~ 2017.12 위스콘신 대학교 시스템 이사회 위원

## 역대 선거 결과
| 선거명        | 직책명                         | 대수 | 정당   | 득표율  | 득표수    | 결과 | 당락                 |
| ------------- | ------------------------------ | ---- | ------ | ------- | --------- | ---- | -------------------- |
| 1986년 선거   | 하원의원 (위스콘신 제99선거구) | 88대 | 공화당 | 83.18%  | 15,448표  | 1위  | 위스콘신 주의원 당선 |
| 1988년 선거   | 하원의원 (위스콘신 제99선거구) | 89대 | 공화당 | 100.00% | 20,184표  | 1위  | 위스콘신 주의원 당선 |
| 1989년 재선거 | 상원의원 (위스콘신 제33부)     | 89대 | 공화당 | 79.26%  | 8,291표   | 1위  | 위스콘신 주의원 당선 |
| 1990년 선거   | 상원의원 (위스콘신 제33부)     | 90대 | 공화당 | 100.00% | 33,392표  | 1위  | 위스콘신 주의원 당선 |
| 1994년 선거   | 상원의원 (위스콘신 제33부)     | 92대 | 공화당 | 72.12%  | 41,431표  | 1위  | 위스콘신 주의원 당선 |
| 1998년 선거   | 상원의원 (위스콘신 제33부)     | 94대 | 공화당 | 100.00% | 49,006표  | 1위  | 위스콘신 주의원 당선 |
| 2002년 선거   | 위스콘신 부지사                | 43대 | 공화당 | 41.39%  | 734,779표 | 2위  | 낙선                 |